# Karim Sène
Karim Sène (Condat, 26 agosto 1971) è un ex astista senegalese, campione africano a Radès 2002.

## Biografia
Nato in Francia, Sène ha deciso di rappresentare il paese d'origine dei genitori, il Senegal, nei maggiori campionati continentali africani nel corso del primo decennio del XXI secolo. Infatti sia ai Campionati africani, riportando la medaglia d'oro nel 2002 in Tunisia, che alle due edizioni dei Giochi panafricani a cui ha partecipato, Sène è sempre riuscito a salire sul podio.
Lasciata la carriera agonistica, Sène è diventato un professore di educazione fisica a Parigi.

## Record nazionali
- Salto con l'asta: 5,21 m ( Friburgo, 23 agosto 2003)
- Salto con l'asta indoor: 5,14 m ( Carrières-sous-Poissy, 3 febbraio 2007)

## Palmarès
| Anno | Manifestazione           | Sede        | Evento           | Risultato | Prestazione | Note |
| ---- | ------------------------ | ----------- | ---------------- | --------- | ----------- | ---- |
| 2000 | Campionati africani      | Algeri      | Salto con l'asta | Argento   | 4,80 m      |      |
| 2001 | Giochi della Francofonia | Ottawa      | Salto con l'asta | 7º        | 4,95 m      |      |
| 2002 | Campionati africani      | Radès       | Salto con l'asta | Oro       | 5,00 m      |      |
| 2003 | Giochi panafricani       | Abuja       | Salto con l'asta | Bronzo    | 5,00 m      |      |
| 2003 | Giochi afro-asiatici     | Hyderabad   | Salto con l'asta | Argento   | 5,05 m      |      |
| 2004 | Campionati africani      | Brazzaville | Salto con l'asta | Argento   | 5,00 m      |      |
| 2005 | Giochi della Francofonia | Niamey      | Salto con l'asta | 6º        | 4,80 m      |      |
| 2006 | Campionati africani      | Bambous     | Salto con l'asta | Bronzo    | 4,80 m      |      |
| 2007 | Giochi panafricani       | Algeri      | Salto con l'asta | Argento   | 5,10 m      |      |